# Amphipyra sanguinipuncta
Amphipyra sanguinipuncta är en fjärilsart som beskrevs av Achille Guenée 1852. Amphipyra sanguinipuncta ingår i släktet Amphipyra och familjen nattflyn. Inga underarter finns listade i Catalogue of Life.